# 羅肇唐家族
裕泰興家族，即是羅肇唐家族，成員包括:
- 羅裕積，羅肇唐之父親，1940年起，在香港從事地產生意。
  - 羅肇唐，羅裕積之子，生於1930年，12兄妹中排行第9，人稱九叔、中環釘王。在1966年創立裕泰興，主力在中環、上環及灣仔一帶作舊樓收購重建。
    - 羅守弘，羅肇唐之長子，羅守弘建築師事務所有限公司董事。
    - 羅守輝，羅肇唐之二子，裕泰興董事，2003年3月與新光酒樓業主合作，購入新光戲院及僑輝大廈商場業權。
    - 羅守耀，羅肇唐之孻子，1963年出生，有兩名兄長。已婚，育有3名子女。

## 外部參考
- 文匯報: 羅守耀家族大事記 （页面存档备份，存于）
- 快周刊: 羅守弘家族